# AKB48木﨑ゆりあ 2014年のシンデレラ
『AKB48木﨑ゆりあ 2014年のシンデレラ』（エーケービーフォーティーエイトきざきゆりあ 2014ねんのシンデレラ）はMBSラジオで、2014年10月3日より2016年3月25日まで毎週金曜日（木曜深夜）0時00分 - 0時30分に放送されていたトークバラエティー番組。また、番組名を変更して2016年4月1日より2017年10月2日まで放送された『AKB48木﨑ゆりあ オトナやってまーす!』（エーケービーフォーティーエイトきざきゆりあ おとなやってまーす）についても、本項目で併せて記述する。

## 番組概要
2014年にSKE48からAKB48に完全移籍した木﨑ゆりあのソロとしての初冠番組。この番組の中で様々な社会のことについて学び、大人になり切れていない若者とともに成長をしていきながら、トークやラジオドラマなど様々なコーナーを繰り広げる「ドキュメントラジオ」。2016年4月1日より番組内容をリニューアル、番組名も「AKB48木﨑ゆりあ オトナやってまーす!」に変更された。
2017年3月31日放送分をもって定期放送を終了。同年4月以降は不定期での放送だったが、2017年10月2日放送分をもって終了。

## 出演者
- パーソナリティ
  - 木﨑ゆりあ（AKB48）
- その他の出演者
  - 大人のカフェ（2016年4月1日 - 2017年10月2日）
- ゲスト
  - 池上真之（エブリスタ代表取締役社長）（2014年10月10日 - 2015年2月27日）
  - 小杉竜一（ブラックマヨネーズ）（2015年4月30日）

## コーナー
AKB48木﨑ゆりあ オトナやってまーす!
- 大人レポートやってまーす!
- 豪華プレゼントを目指せ!木﨑ダービー!（隔週）進行：大人のカフェ・加賀成一
- ラジオドラマ

### 過去のコーナー
AKB48木﨑ゆりあ 2014年のシンデレラ
- 「こんな時どうする?」大人力判定チェック
  - 日常生活・仕事・イベントなど様々なシチュエーションで求められる「大人の対応」を学んで行くコーナー。2015年9月5日まで放送
- ここだけのおやつトークタイム
  - 2015年6月から9月に協賛していた和菓子店・菓匠三全のおかき「あおざしからり」を食べながら、表では決して明かせないAKB48グループメンバーのとっておきのマル秘エピソードを披露する。
- やすすになろうのコーナー（2015年3月12日より） →木﨑ゆりあプロデュースのコーナー（2015年4月9日コーナー名変更）
  - 木﨑がこんな事をしたら良いんじゃないかというミッションをやらせ、プロデュースするコーナー。そのプロデュースのミッション内容によって木崎のアイドル度がランク付けされる。
- ここでラブストーリーは突然に
  - 『東京ラブストーリー』の主題歌・「ラブストーリーは突然に」（小田和正）のイントロの前に恋に発展しそうだと思われる即興フレーズを考えてもらう。（2015年9月19日より放送）

上記の2コーナーについては、隔週を基本として放送。
- 大人の?ラジオドラマ（2015年3月まで）→ラジオコメディードラマ（2015年4月より）
  - 2015年5月まではスマートフォンサイト「E★エブリスタ」協賛のコーナー。2014年度は同サイトの電子書籍をラジオドラマにして紹介していたが、2015年度からは番組オリジナルの脚本で、コメディー形式のものにした。基本的に一人芝居形式で行なう。
- 大人の?エンディング
  - 木﨑ゆりあの語彙力を伸ばすため、毎週エンディングのあいさつ替わりに「今日の番組の感想」をラジオで発表する。

AKB48木﨑ゆりあ オトナやってまーす!
- このフレーズ言いたい!のコーナー!
- 大人図鑑のコーナー（隔週）

## 音楽
AKB48木﨑ゆりあ オトナやってまーす!
- 金の羽根を持つ人よ（AKB48チームB）

AKB48木﨑ゆりあ 2014年のシンデレラ
- オープニング
  - ハートの脱出ゲーム（AKB48チーム4）
- エンディング
  - 誰かが投げたボール（AKB48アンダーガールズ）

## ネット局・放送時間
AKB48木﨑ゆりあ 2014年のシンデレラ
| 放送エリア | 放送局     | 放送期間                      | 放送日時             | 備考         |
| ---------- | ---------- | ----------------------------- | -------------------- | ------------ |
| 近畿広域圏 | MBSラジオ  | 2014年10月3日 - 2015年1月1日  | 金曜日 00:10 - 00:40 | 制作局       |
| 近畿広域圏 | MBSラジオ  | 2015年1月8日 - 2016年3月25日  | 金曜日 00:00 - 00:30 | 制作局       |
| 中京広域圏 | 東海ラジオ | 2014年10月4日 - 2016年3月26日 | 土曜日 22:00 - 22:30 | 遅れネット局 |
| 関東広域圏 | TBSラジオ  | 2014年10月5日 - 2015年3月29日 | 日曜日 23:00 - 23:30 | 遅れネット局 |

AKB48木﨑ゆりあ オトナやってまーす!
| 放送エリア | 放送局     | 放送期間                     | 放送日時             | 備考         |
| ---------- | ---------- | ---------------------------- | -------------------- | ------------ |
| 近畿広域圏 | MBSラジオ  | 2016年4月1日 - 2017年3月31日 | 金曜日 00:00 - 00:30 | 制作局       |
| 中京広域圏 | 東海ラジオ | 2016年4月2日 - 2017年3月25日 | 土曜日 20:00 - 20:30 | 遅れネット局 |

### 不定期放送日
- 2017年（MBSラジオ 月曜日未明[注 8]）
  - 1:00 - 1:30[注 9] - 4月24日、5月1日、5月22日、7月10日、7月24日、7月31日
  - 0:30 - 1:00[注 10] - 8月7日、8月14日、8月21日、8月28日、9月4日、9月11日、9月25日、10月2日